# NGC 5925
NGC 5925 (другие обозначения — OCL 938, ESO 177-SC6) — рассеянное скопление в созвездии Наугольник.
Этот объект входит в число перечисленных в оригинальной редакции «Нового общего каталога».